# Marco Denevi
Marcos Héctor Denevi (Sáenz Peña, 13 de mayo de 1920-Buenos Aires, 12 de diciembre de 1998) fue un escritor argentino.

## Biografía
Marcos Denevi nació el 13 de mayo de 1920 en Sáenz Peña, una localidad bonaerense que actualmente pertenece al partido de Tres de Febrero, aunque en esa fecha formaba parte del Partido de General San Martín. 
Denevi cursó la secundaria en el Colegio Nacional de Buenos Aires y luego estudió Derecho.
Irrumpió en la literatura cuando tenía ya más de 30 años: Rosaura a las diez, gana en 1955 el Premio Kraft y la novela se convierte de inmediato en un gran éxito que, más tarde, sería llevado al cine. 
Dos años después incursiona en el teatro con Los expedientes, estrenada en el Teatro Cervantes, y con la que obtuvo el Premio Nacional de Teatro. Aunque escribiría algunas otras obras dramáticas, Denevi dijo haberse dado cuenta de que no tenía otras condiciones para el teatro que las propias del espectador de obras ajenas, y acabó abandonando este género literario. 
Cuentista, Denevi obtuvo en 1960 el premio de la revista Life en español por su relato Ceremonia secreta, que fue traducido a varios idiomas, incluyendo el inglés, francés, japonés e italiano, y adaptado cinematográficamente en 1968 en el Reino Unido.
Sobre su estilo se ha escrito que "elementos característicos de las obras de este «ejercitador de las letras» -como alguna vez él mismo se ha definido-, siempre admirablemente bien construidas, son los personajes que bordean lo estrafalario cuando no incurren de lleno en ello, la ambigüedad de la percepción y el conocimiento, el predominio de la intriga y un humor que tiende al negro".
Practicó el periodismo político a partir de 1980, que le proporcionó, según confesaría, "las mayores felicidades en su oficio de escritor". En 1990 fue presidente honorario del Consejo de Ciudadanos, entidad que promovió para incentivar la inquietud cívica.
En 1994 recibió el Premio Konex - Diploma al Mérito en la categoría Novela: Quinquenio 1984 - 1988.
Fue miembro de la Academia Argentina de Letras a partir de 1997, donde ocupó el sillón N.º 13: «José Hernández».
Aunque se presentó él mismo a solo dos premios —los citados Kraft y Life— recibió otros galardones, como el Argentores 1962 por El cuarto de la noche o el de la Comisión de la Manzana de las Luces.

## Obra

### Novela
- Rosaura a las diez (1955, Guillermo Kraft)
- Ceremonia secreta (1960, Corregidor)
- Un pequeño café (1966, Calatayud)
- Parque de diversiones (1970, Emecé)
- Los asesinos de los días de fiesta (1972, Emecé)
- Manuel de Historia (1985, Corregidor)
- Enciclopedia secreta de una familia argentina (1986, Sudamericana)
- Música de amor perdido (1990, Corregidor)
- Nuestra señora de la noche (1997, Corregidor)
- Una familia argentina (1998, Sudamericana)

### Cuentos
- Falsificaciones (1966, EUDEBA, microrrelatos)[7]
- El emperador de la China y otros cuentos, Librería Huemul, Buenos Aires, 1970
- Hierba del cielo (1973, Corregidor)[8]
- Araminta, o el poder: el laurel y siete extrañas desapariciones (1982, Crea)
- Furmila, la hermosa (1986, Ediciones de Arte Gaglianone, cuento infantil)
- El jardín de las delicias. Mitos eróticos (1992, Corregidor)
- El amor es un pájaro rebelde (1993, Corregidor)
- Noche de duelo, casa del muerto (1994, Brami Huemul)
- Ceremonias secretas: relatos (1996, Alianza)
- Cuentos selectos (1998, Corregidor)
- Música de amor perdido y nueve relatos (2010, Marenostrum)

### Teatro
- Los expedientes (1957, Talía)
- El emperador de la China (1959, Catalayud-DEA)
- El cuarto de la noche (1962, Catalayud-DEA)
- Los perezosos (1970)
- El segundo círculo o El infierno de la sexualidad sin amor (1970)
- Un globo amarillo (1970)
- Fatalidad de los amantes (1974)

### Otros
- Correspondencia (1972, Imprenta Iglesias, en coautoría con Nana Gutiérrez)
- Salón de lectura (1974, Librería Huemul, cuento, poesía y teatro)
- Los locos y los cuerdos (1975, Librería Huemul, cuento, poesía y teatro)
- Robotobor (1980, Editorial Crea, infantil con ilustraciones de Antonio Berni)
- Páginas de Marco Denevi (1983, Celtia)
- Obras completas (1985, Corregidor)
- La República de Trapalanda (1989, Corregidor, ensayo)
- Juan Nielsen, retrato de un maestro (1998, Unilat, biografía)
- Un perro (2006, Media vaca, infantil)

## Adaptaciones
Mario Soffici llevó a la pantalla grande, en 1958 y  con el mismo título, Rosaura a las diez, película en la que destacaron los actores Susana Campos y Juan Verdaguer. Denevi colaboró en el guion del filme Los acusados (1960) dirigido por Antonio Cunill.
El director de cine estadounidense Joseph Losey filmó en 1968 una versión del cuento Ceremonia secreta, al que conservó, en inglés, su título original: Secret Ceremony. El elenco estuvo compuesto por actores muy reconocidos: Elizabeth Taylor, Robert Mitchum y Mia Farrow.
En 1976 los productores Oscar Belaich y Germán Klein interesaron al escritor en un ciclo para televisión de género policial. Denevi exhumó entonces a un personaje de Rosaura a las diez, el inspector Baigorri, y ubicó la acción en la década de 1930. Estaba estructurada en bloques y cada episodio duraba una hora y media en cuyo tramo final tenía lugar la solución de un enigma. El comisario Plácido Donato proveía material tomado de crónicas de la Policía Federal Argentina, la dirección estaba a cargo de Martín Clutet y la protagonizaba José Slavin. Tras dieciséis episodios del programa, que se tituló División Homicidios, Denevi se cansó del ritmo impuesto por la producción y fue reemplazado por la escritora María Angélica Bosco y el propio Donato.
La novela Los asesinos de los días de fiesta fue adaptada al cine por el italiano Damiano Damiani con el mismo título, pero en español se le dio el de Ángeles de negro (el internacional fue Killers on Holiday). El estreno mundial fue en España, el 17 de junio de 2002, con la actuación de Carmen Maura.